# Dragon Ball Z: Buu's Fury
Dragon Ball Z: Buu's Fury est un jeu vidéo d’action-aventure développé par Webfoot Technologies et édité par Atari Inc. sur Game Boy Advance, sorti en 2004.
C’est la suite de Dragon Ball Z : L'Héritage de Goku II pour Game Boy Advance. C’est le troisième volet dans la trilogie L’Héritage de Goku, même si celui-ci ne porte pas le nom de la trilogie.
Le jeu suit la saga Boo à partir de l’épisode 195 et se termine à l’épisode 291. Le joueur commence dans la saga du tournoi de l’autre-monde et finit à la saga Petit Boo.

## Système de jeu
C'est le premier jeu de la série L'Héritage de Goku à inclure un mode pour multijoueur.

## Histoire
Le jeu prend place directement après Dragon Ball Z : L’Héritage de Goku 2. Il suit les évènements des sagas Guerrier Inter-galactique, 25e tournoi du monde des arts-martiaux, Babidi, Majin Boo, Fusion et Kid Boo.
Chaque section du jeu est mise dans un format chapitre/épisode.
| Titre anglais    | Traduction               | Personnage(s) jouable(s)                      | Objectif(s)                                                                                      |
| ---------------- | ------------------------ | --------------------------------------------- | ------------------------------------------------------------------------------------------------ |
| Other World      | Autre-monde              | Sangoku                                       | S’entraîner sur la planète du Grand Kai avec Olibu et participer au tournoi contre Paikuhan.     |
| Great Saiyaman   | Guerrier intergalactique | Sangohan                                      | Défier divers voyous, l’armée du Red Ribon et l’équipe du cirque de Musuka (qui a enlevé Chobi). |
| World Tournament | Tournoi du monde         | Sangoku, Sangohan et Trunks                   | Participer au 25e tournoi du monde des arts-martiaux.                                            |
| Babidi           | Babidi                   | Sangoku, Sangohan et Végéta                   | Partir à la recherche du vaisseau de Babidi et combattre ses guerriers.                          |
| Majin Vegeta     | Majin Végéta             | Sangoku et Végéta                             | Défier Majin Végéta.                                                                             |
| Dragon Ball      | Dragon Ball              | Sangoten et Trunks                            | Rechercher les sept boules de cristal.                                                           |
| Majin Buu        | Majin Buu                | Sangoku et Gotrunks                           | Défier Majin Buu.                                                                                |
| Janemba          | Janemba                  | Sangoku, Végéta et Gogéta                     | Vaincre Janemba.                                                                                 |
| Super Buu        | Super Buu                | Sangoku, Sangohan, Végéta, Sangoten et Trunks | Défier Buu (qui par la suite absorbe Piccolo, Gotrunks et Sangohan).                             |
| Fusion           | Fusion                   | Sangoku, Végéta et Végéto                     | Défier Super Buu, se faire absorber et libérer Majin Buu.                                        |
| Kid Buu          | Petit Buu                | Sangoku et Végéta                             | Vaincre Petit Buu.                                                                               |
| A New Beginning  | Un nouveau départ        | (Séquence vidéo, non jouable)                 | (Sangoku défie Uub au 26e tournoi du monde des arts-martiaux et s’envole avec lui.)              |